# معهد البحوث الجمالية
معهد البحوث الجمالية (بالإسبانية: Instituto de Investigaciones Estéticas)‏ من الجامعة الوطنية المستقلة في المكسيك، منذ تأسيسه في عام 1936، تم إجراء بحث في منشآته حول الأشكال المختلفة للتعبير الفني في المكسيك؛ تنوع الدراسات التي يقوم بها الباحثين في مجالات النقد والنظرية وتاريخ الفن عبر أفق يصل إلى خطوط عرض أخرى. وبذلك أصبح فضاء تتلاقى فيه الفنون التشكيلية مع الرقص والأدب والتصوير الفوتوغرافي والسينما والموسيقى.
في كل عام، ومن خلال الندوة الدولية حول تاريخ الفن، يفتح المعهد أبوابه للتفكير الأكاديمي حول تاريخ الفن. منذ عام 1975، كانت هذه المساحة نقطة التقاء لأصوات الباحثين المكسيكيين والأجانب.

## مناطق
لأداء مهامه في الدراسة والنشر، يضم المعهد عددًا من الأعمال المختلفة للفن والفن المكسيكي من بلدان أخرى؛ ولكل منها مجال اهتمامها الخاص.
- يحتفظ أرشيف مانويل توسان للصور الفوتوغرافية بمجموعات من الصور التي تكون بمثابة دعم للأنشطة الأكاديمية. مع أكثر من 750.000 صورة، نما الأرشيف ليصبح أهم مستودع للوثائق المرئية المتعلقة بالفن المكسيكي في البلاد، كما يضم أيضًا مختبرًا متخصصًا للحفظ. تتراوح المهام التي يتم تنفيذها في الأرشيف من إعارة المواد للاستشارة إلى تنظيم معارض الصور الفوتوغرافية للمتاحف في المكسيك وخارجها.
- تحتوي مجموعة مكتبة جوستينو فرنانديز على كمية كبيرة من المواد المخصصة لدراسة الفن. ويقدم الدعم للبحث من خلال برامج التبرعات وتبادل الكتب والتبادلات والقروض بين المكتبات. كما تشارك من خلال كتبها ومجموعاتها الدورية في المعارض المختلفة وفي إنتاج البرامج التلفزيونية.
- يقوم قسم التحقيق الوثائقي بأنشطة بحثية في أرشيفات مختلفة في المكسيك. وتتركز أعمالها في كتالوجات الوثائق الفنية. تساعد هذه الأدوات في توجيه تحقيقات المعهد وتمثل قدرًا كبيرًا من التعاون في مخرجاته.
- يشارك مختبر تشخيص الأعمال الفنية في مشاريع تهدف إلى البحث عن التراث الفني الوطني والحفاظ عليه، من خلال تحليل المواد والإجراءات المستخدمة في إنشاء الأعمال الفنية.
- وفي ديسمبر 2007، بدأ معمل الوسائط الفائقة أنشطته. وفيه اهتمامات مجتمع المعهد باستغلال إمكانيات التكنولوجيا الرقمية لدراسة وبحث ونشر تاريخ الفن.
- إن أهم وسيلة لنشر أبحاث المعهد هي الكتب المطبوعة. كل عنوان تنشره إدارة المطبوعات هو بمثابة تأييد لالتزام المعهد بالحفاظ على الجودة الاستثنائية التي حققتها وسائل الإعلام المطبوعة. وفي هذا الجهد، ترافقها مجلة Anales del Instituto de Investigaciones Estéticas، التي تعرض مرتين سنويًا ضمن صفحاتها أعمال باحثين مرموقين من جميع أنحاء العالم.

## منشورات
لا يقتصر توزيع منشورات المعهد على نظام مكتبات UNAM، بل يمتد إلى منافذ البيع الأخرى. والمتجر الإلكتروني، الذي لا يزال قيد الإنشاء، موجه أيضًا نحو نفس الشيء/ وسيساهم أيضًا في هذا الجهد، ليصل عمل المعهد إلى جمهور أوسع.
مجلة Imágenes هي مجلة إلكترونية تقدم مقالات متنوعة تنشر الأنشطة الأكاديمية للمعهد بالإضافة إلى أخبار أخرى تتعلق بتاريخ الفن. محتوياته وخصائصه جعلته القسم الأكثر زيارة في البوابة الإلكترونية للمعهد.

## مرافق
في أغسطس 2007، بدأ العمل في المقر الفرعي الجديد لمعهد الدراسات Estéticas في مدينة أواكساكا، والذي يقع في مبنى محلي قديم في ألاميدا دي ليون، والذي يعود تاريخه إلى القرن الثامن عشر واستقبلته UNAM على سبيل الإعارة في عام 2005.
يضم هذا الفرع مكتبة تضم أكثر من ستة آلاف مجلد مملوكة للدكتورة بياتريس دي لا فوينتي، ومن بينها بعض نسخ طبق الأصل من مخطوطات ما قبل الإسبان. والمعدات التي تم تركيبها مماثلة لتلك الموجودة في غرفة فرانسيسكو دي لا مازا في مقر المعهد بالحرم الجامعي في مدينة مكسيكو، مما يسهل الاتصال المستمر بين الاثنين.

## روابط خارجية
- موقع معهد الدراسات الاستقصائية . باللغة الإسبانية
- تحليلات معهد الدراسات الإستقصائية
- Imágenes (Revistalectrónica) ، مجلة إلكترونية ينشرها معهد Investigaciones Estéticas. باللغة الإسبانية

1. ↑  وصلة مرجع: https://web.archive.org/web/20240125131018/http://www.unionacademique.org/en/members. الوصول: 25 يناير 2024.